# Coudray-au-Perche
Coudray-au-Perche település Franciaországban, Eure-et-Loir megyében. Lakosainak száma 364 fő (2022. január 1.). Coudray-au-Perche Souancé-au-Perche, Vichères és Authon-du-Perche községekkel határos.

## Népesség
A település népességének változása:
| Lakosok száma | 339  | 253  | 276  | 374  | 368  | 345  | 341  | 358  | 366  | 364  |
|               | 1968 | 1982 | 1990 | 2006 | 2013 | 2015 | 2017 | 2019 | 2020 | 2022 |